# El Hadjadj
El Hadjadj (în arabă الحجاج) este o comună din provincia Chlef, Algeria.
Populația comunei este de 8.478 de locuitori (2008).